# 欧文·邱吉尔
欧文·邱吉尔（英語：Owen Churchill，1896年3月8日—1985年11月22日），美国男子帆船运动员。他曾代表美国参加1928年、1932年和1936年夏季奥林匹克运动会帆船比赛，其中1932年夏季奥运会获得一枚金牌。